# Юная мисс США 1992
Юная Мисс США 1992 (англ. Miss Teen USA 1992) — 10-й национальный конкурс красоты, проводился в Mississippi Gulf Coast Coliseum, Билокси, Миссисипи. Победительницей стала Джейми Солинджер, представлявшая штат Айова. Это была первая победа представительницы штата Айова.
Ведущим вечера стал Дик Кларк в третий раз, комментарии Лиза Гиббонс и Бриджитт Уилсон. Музыка предоставлена «Gulf Coast Teen Orchestra» третий год подряд.

## Город проведения
В Билокси, третий год из пяти проводился конкурс красоты. Это был третий год из пяти, проводившийся в Билокси.
До конкурса, был возможен был план эвакуации в Мобил или Джэксон, если погодные условия будут ухудшаться из-за урагана Эндрю.
Впервые за десять лет конкурса красоты, событие не транслировалось в прямом эфире.

## Результаты

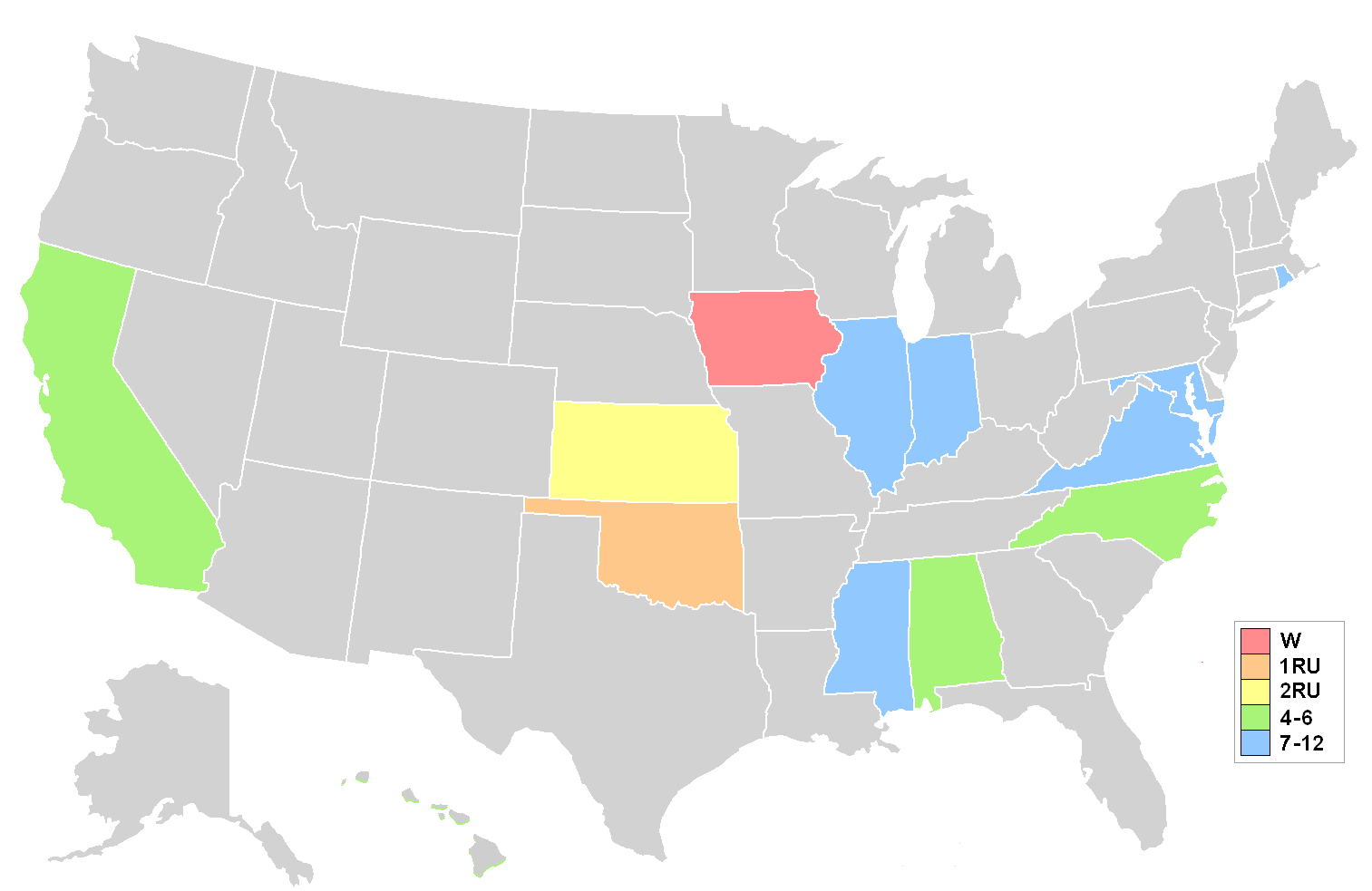
Штаты финалистки конкурса красоты Юная Мисс США 1992

### Места
| Итоговый результат | Участница |
| ------------------ | --- |
| Юная Мисс США 1992 | - Айова — Джейми Солинджер |
| 1-я Вице-мисс      | - Оклахома — Анджела Логан |
| 2-я Вице-мисс      | - Канзас — Дэнни Ботрайт |
| Топ 6              | - Алабама – Кристин Кинг - Калифорния – Наташа Аллас - Северная Каролина – Рэйчел Ли Адкок                                                                                     |
| Топ 12             | - Иллинойс – Джули Клеффман - Индиана – Николь Ллевеллин - Мэриленд – Ванесса Малинис - Миссисипи – Арлин Макдональд - Род-Айленд – Шэнна Моуклер - Виргиния – Андреа Балленжи |

### Специальные награды
| Специальные награды     | Участница                             |
| ----------------------- | ------------------------------------- |
| Мисс Конгениальность    | - Нью-Йорк — Эмбер Эванс              |
| Мисс Фотогеничность     | - Северная Каролина — Рэйчел Ли Эдкук |
| Лучший купальный костюм | - Калифорния — Наташа Аллас           |
| Самые красивые глаза    | - Вайоминг — Донди Боумен             |
| Фотоконкурс минолта     | - Колорадо — Бренди Брайант           |

### Оценки участниц
| \| Штат \| Купальный костюм \| Интервью \| Вечернее платье \| Средний балл \| Финалистки \| \| ----------------- \| ---------------- \| -------- \| --------------- \| ------------ \| ---------- \| \| Айова \| 9.267 \| 9.651 \| 9.620 \| 9.513 \| 9.800 \| \| Оклахома \| 9.226 \| 9.309 \| 9.487 \| 9.341 \| 9.586 \| \| Канзас \| 9.221 \| 9.600 \| 9.600 \| 9.474 \| 9.486 \| \| Алабама \| 9.010 \| 9.326 \| 9.449 \| 9.262 \| 9.471 \| \| Северная Каролина \| 9.079 \| 9.207 \| 9.500 \| 9.262 \| 9.400 \| \| Калифорния \| 9.340 \| 9.514 \| 9.486 \| 9.447 \| 9.400 \| \| Род-Айленд \| 9.087 \| 9.279 \| 9.341 \| 9.235 \| \| \| Мэриленд \| 9.021 \| 9.206 \| 9.271 \| 9.166 \| \| \| Индиана \| 8.966 \| 9.103 \| 9.370 \| 9.146 \| \| \| Виргиния \| 8.984 \| 9.112 \| 9.279 \| 9.125 \| \| \| Миссисипи \| 8.917 \| 9.200 \| 9.247 \| 9.121 \| \| \| Иллинойс \| 8.897 \| 8.969 \| 9.286 \| 9.050 \| \| | Победительница 1-я Вице Мисс 2-я Вице Мисс Топ 6 финалисток Топ 12 финалисток |          |                 |              |            |
| Штат | Купальный костюм                                                              | Интервью | Вечернее платье | Средний балл | Финалистки |
| Айова | 9.267                                                                         | 9.651    | 9.620           | 9.513        | 9.800      |
| Оклахома | 9.226                                                                         | 9.309    | 9.487           | 9.341        | 9.586      |
| Канзас | 9.221                                                                         | 9.600    | 9.600           | 9.474        | 9.486      |
| Алабама | 9.010                                                                         | 9.326    | 9.449           | 9.262        | 9.471      |
| Северная Каролина | 9.079                                                                         | 9.207    | 9.500           | 9.262        | 9.400      |
| Калифорния | 9.340                                                                         | 9.514    | 9.486           | 9.447        | 9.400      |
| Род-Айленд | 9.087                                                                         | 9.279    | 9.341           | 9.235        |            |
| Мэриленд | 9.021                                                                         | 9.206    | 9.271           | 9.166        |            |
| Индиана | 8.966                                                                         | 9.103    | 9.370           | 9.146        |            |
| Виргиния | 8.984                                                                         | 9.112    | 9.279           | 9.125        |            |
| Миссисипи | 8.917                                                                         | 9.200    | 9.247           | 9.121        |            |
| Иллинойс | 8.897                                                                         | 8.969    | 9.286           | 9.050        |            |

## Участницы
| - Айдахо — Аманда Гринуэй - Айова — Джейми Солинджер - Алабама — Кристин Кинг - Аляска — Синди Бриджес - Аризона — Хизер Кеклер - Арканзас — Стейси Фриман - Вайоминг — Донди Боуман - Вашингтон — Кейли О'Келли - Вермонт — Лиза Роби - Виргиния — Андреа Балленжи - Висконсин — Трина Ландовски - Гавайи — Камея ДеКоста - Делавэр — Джастин Джонс - Джорджия — Кристи Хармон - Западная Виргиния — Келли Хамфри - Иллинойс — Джули Клеффман - Индиана — Николь Ллевеллин - Калифорния — Наташа Аллас - Канзас — Даниэль Боутрайт - Кентукки — Хизер Богесс - Колорадо — Брэнди Брайант - Коннектикут — Тиффани Селивончик - Луизиана — Эвелин Эллис - Массачусетс — Виктория Гриндер - Миннесота — Элизабет Питерс | - Миссисипи — Арлин Макдональд - Миссури — Робин Суэйн - Мичиган — Валинда Сиппл - Монтана — Обри Джо Хиллер - Мэн — Анджела Уокер - Мэриленд — Ванесса Малинис - Небраска — Марни Монсон - Невада — Дженнифер Гассманн - Нью-Гэмпшир — Анжела Эттер - Нью-Джерси — Лори Шмидт - Нью-Йорк — Эмбер Эванс - Нью-Мексико — Хиллари Маткин - Огайо — Тиффани Чейни - Оклахома — Анджела Логан - Орегон — Мэгги Молстром - Пенсильвания — Тара Лаван - Род-Айленд — Шанна Моаклер - Северная Дакота — Джульетта Спиер - Северная Каролина — Рэйчел Ли Адкок - Теннесси — Анджела Шулдерс - Техас — Карисса Блэр - Флорида — Дженнифер Саттер - Южная Каролина — Шенен Пеллерин - Южная Дакота — Брэнди Бауэр - Юта — Сьюзан Келли |